# Mid-Sha'ban
Mid-Sha'ban (persky šáb-e barát, v překladu noc prominutí, v Indonésii zvaná kanduri bu, jávánsky ruah) je islámský svátek, který je spojen s řadou místních velmi rozmanitých obyčejů. Jedná se o den či noc modliteb za mrtvé. O tomto svátku se provádí řada rituálů pokání.